# Liberales Institut
Liberales Institut es un centro de pensamiento liberal clásico suizo, fundado en Zúrich en 1979 por Robert Nef. Su tradición académica la enmarca dentro de la escuela austriaca de economía. El instituto afirma que continúa la tradición cultural de libertad individual y de paz de Suiza. Publica en alemán, francés, italiano e inglés. Actualmente tiene dos instalaciones, una en Zúrich y otra en Ginebra. 